# Hartmut Buschbacher
Hartmut Buschbacher (* 23. April 1958 in Elsterwerda) ist ein deutscher Rudertrainer. Er war vom 18. September 2008 bis zum Jahresende 2012 Cheftrainer des deutschen Ruderverbandes.

## Karriere als Trainer
Buschbacher studierte an der Deutschen Hochschule für Körperkultur (DHfK) und schloss 1984 seine Diplomarbeit (Titel: „Vergleichende Untersuchungen im DRSV praktizierter Trainingsdokumentationssysteme mit dem Ziel der Qualifizierung ihrer trainingsmethodischen Aussagemöglichkeiten“) ab. Vor der Wende betreute er DDR-Athleten, in den 90er Jahren wechselte er in die USA. 2006 wurde er von China eingestellt, um gemeinsam mit Igor Grinko und Nicolae Gioga den Chinesen bei den Olympischen Spielen im eigenen Land, den Olympischen Spielen in Peking, zu möglichst vielen Medaillen zu verhelfen. Nach dem enttäuschenden Abschneiden der deutschen Rudermannschaft bei den Olympischen Spielen in Peking wurde er im September 2008 als neuer Cheftrainer des deutschen Ruderverbandes vorgestellt. Der per Handschlag geschlossene Vertrag lief bis zu den Olympischen Spielen 2012 in London, die für den Deutschen Ruderverband mit zwei Gold- und einer Silbermedaille sehr erfolgreich verliefen. Buschbacher wollte nach den Spielen von London den Vertrag nicht um einen weiteren olympischen Zyklus verlängern und sich neue berufliche Herausforderungen suchen.

### Trainerstationen in Ruderverbänden
- 1985–1990: DDR Nationaltrainer Frauen
- 1991–2000: USA Cheftrainer Frauen
- 2006–2008: Shandong (China) Cheftrainer
- September 2008–2012: Cheftrainer des Deutschen Ruderverbandes (DRV)

## Sonstiges
Während der Ruder-Weltmeisterschaften 2010 in Neuseeland fuhr Buschbacher mit einer Blutalkoholkonzentration von 1,47 ‰ Auto und wurde von der Polizei angehalten. Vor Gericht wurde er wegen Trunkenheit am Steuer und Verweigerung einer Blutprobe zu 400 NZ-Dollar Geldstrafe, plus Gerichtskosten in Höhe von 132,89 NZ-Dollar und sechs Monaten Fahrverbot verurteilt.